# Monika Žáková (výtvarnice)
Monika Žáková (* 11. června 1987 Praha) je česká malířka, výtvarnice a vizuální umělkyně žijící a tvořící v Praze.

## Život
Monika Žáková se narodila 11. června 1987 v Praze. V dětství trávila hodně času kreslením, věnovala se keramice a pomýšlela na uměleckou dráhu sochařky. Nakonec se ale začala zabývat malbou. Středoškolská studia absolvovala na Střední uměleckoprůmyslové škole na pražském Žižkově náměstí. V letech 2006 až 2012 absolvovala studium na Akademii výtvarných umění v Praze (AVU) (promovala v roce 2012) v ateliéru malířství českého malíře, grafika a sochaře Jiřího Sopka a českého malíře a kreslíře Igora Korpaczewskiho. Kromě toho v roce 2009 studovala Marie Žáková na pražské AVU i v ateliéru hostujícího profesora – českého malíře Jana Merty. Ještě během svého studia na AVU v Praze absolvovala Monika Žáková v roce 2011 studijní pobyt na drážďanské akademii (Hochschule für Bildende Künste Dresden) v ateliéru Ralfa Kerbacha (* 1956).
Stáž v Drážďanech ji otevřela cestu do jedné německé galerie, kde mohla vystavovat (a prodávat) svá díla. Ta vystavuje na kolektivnívh výstavách od roku 2011 a od roku 2012 pak také samostatně (na autorských výstavách). Čistě ateliérové tvorbě se věnovala po dobu asi pěti let.
V 7. ročníku Ceny kritiků za mladou tvorbu, která je udělována autorům do třiceti let se Monika Žáková v roce 2014 umístila na třetím místě. V roce 2015 se účastnila symposia Smalt Art, které se konalo v Ostravě. Od Ministerstva kultury ČR obdržela v letech 2017 až 2019 grant na vytvoření díla. V roce 2020 se zúčastnila v Českém Krumlově pobytu v Egon Schiele Art Centru.
Na počátku roku 2025 má za Monika Žáková sebou již řadu kolektivních i autorských výstav a to nejen v České republice, ale i v několika zemích Evropy, Japonsku, Hongkongu, Kanadě. Její díla jsou součástí prestižních soukromých i veřejných sbírek v ČR, Evropě a Asii (včetně sbírky Roberta Runtáka, Nadace rodiny Pudilových a sbírky Heinemann). V současné době (rok 2025) sice žije a pracuje v Praze, ale je zastupována galerií Double Q Hongkong, která se zaměřuje na vyhledávání mimořádných talentů ze střední a východní Evropy

## Charakteristika tvorby
Monika Žáková se ve své tvorbě zabývá hlavně malbou, ale i kresbou. Prostorové objekty vytváří nejen z různých kovů (hliník, plech), ale ke své práci využívá rovněž jiné materiály (bavlnu, sádru, papír, textil, keramickou hlínu, různé akrylátové pryskyřice, ...). Již během studia v Praze na AVU byla sama nucena nalézat témata vhodná k uměleckému zpracování. Ve svých dílech pracuje s materiály, na něž klade zvýšený důraz a zpracovává je způsobem, který vzbuzuje dojem křehkosti.
Já pracuji tak trošku jiným způsobem než jak si představujeme klasickou malbu nebo malbu jak ji má většina lidí zažitou. Pro mě to je to nějaký dialog s materiálem, kdy se pokaždé s každým novým materiálem musím naučit zacházet, pracovat s ním, vést s ním nějaký dialog, nechat ho „vyvinout se“ nebo nějakým způsobem „ukázat se“. Ten materiál má sebereferenční vlastnosti, takže on je zajímavý sám o sobě, jde o to aby jej člověk nějaký způsobem podpořil, vyzdvihnul. Většina malířů má plátna a papíry pouze jako něco, co má sloužit k tomu, aby bylo umělecké dílo vytvořeno. Ale pro mě už je hodnota estetiky v samotných čistých ryzích materiálech. A stačí nějaký úplně malý, lehký zásah a může z toho vzniknout výtvarné dílo.
Monika Žáková, O způsobu umělecké tvorby, 
Na stáži v Drážďanech začínala malováním papírových vějířů a propletených stuh, následně objevovala možnosti uměleckého ztvárnění lepení papíru na plátno, kdy z rovné plochy vznikají (a vystupují) liniovým ohybem trojdimenzionální tvary. Studium vztahu mezi materiály (především v podobě plátna a papíru) – to byl základ jejích textilních a kolážovitých obrazů. Dalším stupněm pak bylo umělecké uchopení mnohotvárných ohybových linií tvořených textilem. Silnou stránkou Moniky Žákové je výsledné precizní technické zpracování jejich objektů, v nichž se fakticky vrství a „významově“ prolínají různé materiály (typicky například pláto a papír).
Její díla jsou charakteristická velkými formáty provedenými v barevně střídmém rejstříku, hraničícím mnohdy až s monochromatickým spektrem. V podstatě autorka převádí monochromatické obrazy do podoby iluzivních lomů hmoty a barvy za současného vyznění dominantní plastičnosti hmoty. Čisté plochy některých jejích meditativních děl jsou zřetelně minimalistické a mnohá její díla nesou prvky historické barokní malby nazývané Trompe l'oeil – tj. iluzivní malby vytvářející dojem třírozměrného objektu nebo prostoru s optickými prvky snažícími se „oklamat pozorovatelův zrak“.
V její tvorbě se projevuje vyhraněný smysl pro řád, který však není spoutaný neměnnými pravidly. Vyvážená skladba obrazů v sobě skrývá jak žádoucí řád, tak i nezbytné vnitřní dynamické napětí. Autorka pracuje s akcentem na členění plochy, klade důraz na pavučinové křížení sítí čar vytvářených samokresbou zlomů papíru nebo záhybů textilií (plátna). Nezastupitelnou roli hraje povrchová struktura jejích děl zvláště u objektů tvořených kombinací textilu a plátna.
Já pracuji se záhybem, který má pro mě kvalitu vnitřního a vnějšího prostoru. On by nás měl nějakým způsobem nabádat k tomu myslet takovým nevylučujícím způsobem, že prostě dvě protichůdné věci mohou být v ten samý moment na tom jednom konkrétním místě současně. Jsme stále ponořeni do takové binární logiky, která nás nutí rozhodovat se Ano / Ne ale zároveň si musíme rozšiřovat ty naše možnosti chápání těch věcí a jevů kolem nás, že skutečně mohou paralelně běžet dvě skutečnosti, které se navzájem trošku popírají.
Monika Žáková, O vnějším a vnitřním prostoru, 
Motiv skládání hojně užívaný v jejích dílech tak svým způsobem (prostřednictvím samotného procesu tvorby) posouvá a stírá hranice mezi kategoriemi jakými jsou: povrch, prostor, obraz, objekt. K plnému projevení se obrazů Moniky Žákové je rovněž nezbytné i vhodně zvolené nasvícení v místě jejich vystavení (v galerii). Obecně lze říci, že ve svých dílech výtvarnice vychází z neokonstruktivismu a minimalismu, kdy zkoumá hranice mezi malířskou monochromií a mělkým reliéfem.

## Výstavy (výběr)
- 2023 – Více světla (kurátor Jan Kudrna), Alšova jihočeská galerie, Hluboká nad Vltavou;[10]
- 2023 – Art Basel VIP Program, Hong Kong Arts Centre, Hong Kong;[11]
- 2022 – Soft, Hidden, Exposed, Double Q Gallery, Hong Kong;[11]
- 2017 – Ich bin nicht meine Zielgruppe, Dům umění Drážďany;[11]
- 2015 – Metaplay Prague – Tokyo, Toki Art Space, Tokyo.[11]